# Brew Moore
Milton Aubrey „Brew“ Moore (* 26. März 1924 in Indianola (Mississippi); † 19. August 1973 in Kopenhagen) war ein US-amerikanischer Jazzmusiker (Tenorsaxophon).

## Leben und Wirken
Moores erstes Musikinstrument war eine Mundharmonika, die ihm seine Mutter zum siebten Geburtstag geschenkt hatte. Mit zwölf Jahren begann er in einer Dixieland-Band Posaune zu spielen und wechselte dann zur Klarinette und schließlich zum Tenorsaxophon. Nachdem er kurz an der University of Mississippi studiert hatte, begann er in Memphis zu spielen und kam 1942 in New Orleans an, um dort mit lokalen Bands zu spielen. Moore besuchte 1943 New York, um zu erfahren, was den Bebop ausmacht. Als er 1948 nach New York zurückkehrte, musste er (wie üblich) sechs Monate auf seinen Mitgliedsausweis bei der Musikergewerkschaft Local 802 warten, der ihm erlaubte, in der Stadt zu arbeiten.
Einer der ersten Jobs von Moore in New York war die Zusammenarbeit mit Claude Thornhill 1949, wenn auch nur kurz. Er trat dann mit Machitos Afro Cuban Orchestra im Birdland und im Apollo Theater auf und begann auch in Kai Windings Gruppe zu spielen, zu der der junge Gerry Mulligan, George Wallington, Curley Russell, Max Roach bzw. Roy Haynes gehörten. Sie spielten regelmäßig im Royal Roost und im Bop City und nahmen für Prestige und Roost Records auf. Moores Spiel erreichte ein breiteres Publikum, als er am 8. April 1949 zusammen mit vier anderen Tenorsaxophonisten auf einer Prestige-Aufnahme mit dem Titel „The Brothers“ zu hören war. Der Name leitete sich von den „Four Brothers“ ab, die als Teil der Second Herd in Woody Hermans Band berühmt geworden waren, nämlich Stan Getz, Zoot Sims, Al Cohn und Allen Eager. Die zweite Melodie dieser Aufnahme, „Four and One Moore“, wurde von Gerry Mulligan komponiert und widmete den Titel Moore als deren besonderem Gast. Alle fünf spielten im leichten Vibrato-Stil von Lester Young.
Einige Jahre später hatte Moore ein Birdland-Engagement mit Charlie Parker, Miles Davis und J. J. Johnson; er wurde 1953 auch gebucht, um erneut mit Charlie Parker in Montreal für einen Fernseh-Auftritt in CBFTs Jazz Workshop aufzutreten. Mit seinem entspannten Sound, seiner spezifischen melodischen Architektur und seinem fast entspannten Zeitkonzept hatte Brew Parkers und Lester Youngs idiomatischen Stil verschmolzen.
Moore nahm in den 1950er-Jahren an Aufnahmesessions u. a. mit Howard McGhee, Slim Gaillard, Chuck Wayne, Tony Fruscella und Cal Tjader teil und lebte von 1955 bis 1960 in San Francisco. Von 1960 bis 1967 hielt er sich in Europa auf. Zunächst spielte er 1961 in Paris mit Lou Bennett, Jimmy Gourley und Kenny Clarke (Live in Europe 1961).
Nach sechs Monaten in Paris zog er Ende 1961 nach Kopenhagen, wo er die nächsten 13 Jahre lebte, obwohl er oft in die USA zurückkehrte, um gelegentliche Jobs in Manhattan zu übernehmen. In Skandinavien war er ein gesuchter Sessionmusiker. Kurz nach seiner Ankunft nahm Moore für Fernsehen und Rundfunk in Stockholm und Kopenhagen auf, darunter mit Niels-Henning Ørsted Pedersen, der erst 15 Jahre alt war, und dem jungen Alex Riel, der Hausdrummer im Jazzhus Montmartre war. 1962 nahm er seine erste LP mit dänischen, schwedischen und amerikanischen Musikern auf und verwendete seine neue Kopenhagener Adresse als Titel, „Svinget 14“, um den harten Swing in seiner Musik zu betonen. Moore begann dann auch eine fruchtbare Zusammenarbeit mit dem schwedischen Bariton-Saxophonisten Lars Gullin und spielte 1965 bei den Berliner Jazztagen.
Moore nahm nur wenige Alben unter eigenem Namen auf, zunächst in seiner Zeit in San Francisco mehrere Alben für Fantasy und später für Sonet, Storyville und SteepleChase Records. Im Bereich des Jazz war er laut Tom Lord zwischen 1947 und 1971 an 66 Aufnahmesessions beteiligt. 1973 besuchte Moore ein Restaurant in den Tivoli-Gärten und feierte ein großes Erbe. Er stürzte unter Alkoholeinfluss eine Treppe hinunter, brach sich das Genick und starb am 19. August 1973.

## Zitate
„Brew hat zwei absolut goldene Talente. Er swingt wie verrückt und er hat Seele. Dies sind Dinge, die Sie nicht durch Holzschuppen oder in einem Konservatorium lernen können. Sie müssen mit ihnen geboren werden oder sie durch das Leben lernen. Brew hatte sie, und er hatte auch eine unbezahlbare Gabe für die Phrasierung.“

„Brew ist unfähig, eine unehrliche Note zu spielen. Seine Musik ist einfach rein und liebevoll und eine Freude zu hören.“

## Diskographische Hinweise
- The Tenor Sax of Brew Moore (Savoy Records, 1949), mit Gene Di Novi, Jimmy Johnson, Jimmy Dee bzw. Jerry Lloyd Hurwitz, Kai Winding, Gerry Mulligan, George Wallington, Curly Russell, Roy Haynes
- Tony Fruscella & Brew Moore (Fresh Sound, 1954) mit Bill Triglia, Teddy Kotick, Bill Henie
- Brew Moore (Fantasy, 1958), mit Harold Wylie, John Marabuto, Vince Guaraldi, Dean Reilly, John Mosher, Bobby White, John Markham
- Brew Moore in Europe (Debut Records, 1962), mit Bent Axen, Sahib Shihab, Lars Gullin, Niels-Henning Ørsted Pedersen, William Schiøpffe, Louis Hjulmand
- Svinget 14 (Black Lion/Fresh Sound, 1962), mit Lars Gullin, Ørsted Pedersen, William Schiøpffe (plus Bonustracks)
- I Should Care (Steeplechase, 1963) mit Atli Bjørn, Benny Nielsen, William Schiøpffe
- Brew Moore with Lars Sjösten Trio: Brew’s Stockholm Dew (Sonet, 1972), mit Sture Nordin, Fredrik Norén
- Live in Europe 1961 (Sonorama, ed. 2015), mit Ørsted Pedersen, Lars Petterson, Alex Riel, Kenny Clarke,  William Schiöpffe, Jimmy Gourley, Lou Bennett, Lars Bagge, Poul Godske

## Lexikalischer Eintrag
- Ian Carr, Digby Fairweather, Brian Priestley: Rough Guide Jazz. Der ultimative Führer zum Jazz. 1800 Bands und Künstler von den Anfängen bis heute. 2., erweiterte und aktualisierte Auflage. Metzler, Stuttgart/Weimar 2004, ISBN 3-476-01892-X.